# 비레디
비레디는 2019년 9월 아모레퍼시픽에서 런칭한 남성 컬러 메이크업 브랜드다. 아모레퍼시픽의 사내 스타트업 프로그램을 통해 진행된 프로젝트이지만 남성 메이크업 시장규모가 작아 아모레퍼시픽 내부에서는 기대가 크지 않았던 브랜드다. 하지만 2019년 9월 런칭 한 달 만에 한해 목표를 달성하면서 아모레퍼시픽 사내 뿐만 아니라 화장품 업계에서도 큰 관심을 받기 시작했다. 네이버 남성화장품 쇼핑검색 순위에 비레디는 유명 남성 스킨케어 브랜드들을 제치고 1위를 하였으며 10대 20대 사이에서 가장 많이 찾는 남성 베이스 메이크업 제품인 비레디 레벨업 파운데이션으로 유명하다. 해당 제품은 국내에서는 유일하게 남자 베이스 제품 중 5가지 색으로 런칭되었다. 
1호부터 5호까지의 호 수 이름에는 스톤, 라이언, 제프리, 다미엔, 오웬이라는 영어 이름이 적혀 있는데 이 이름은 브랜드 런칭 당시의 founder들의 이름이라고 한다. 스톤은 상품개발 담당자인 허석철, 라이언은 채널전략 담당인 이규재, 제프리는 리더였던 오규민, 다미엔은 홍보 담당이였던 김중용, 그리고 오웬은 디자이너였던 윤주형으로 알려져 있다.   
비레디의 모든 제품에는 "For Heroes'라는 문구가 새겨져 있는데 그 이유는 판매 수익의 5%를 사회의 영웅들을 위해 사용하기 때문이다. 2020년 비레디는 소방관들의 정신건강 증진을 위해 판매수익의 5%를 기부할 예정이다.